# Pueblo checheno
El pueblo checheno es un grupo étnico del Cáucaso, en cuya vertiente septentrional y alrededores se constituye la mayor parte del mismo, con unos 2 millones de habitantes. El idioma de los chechenos es el homónimo, una lengua de la rama de los idiomas caucásicos septentrionales y de los naj, dentro de la familia de las lenguas caucásicas. Su población se encuentra mayoritariamente en la república de Chechenia, entre los ríos Térek y Aktash, el cual es su territorio tradicional. Son mayoritariamente musulmanes sufíes.
El Cáucaso septentrional o Ciscaucasia ha estado sujeto a innumerables invasores desde tiempos inmemoriales. Su terreno aislado y el valor estratégico que los forasteros le han conferido a las áreas colonizadas por chechenos ha contribuido mucho al espíritu del pueblo checheno y ha ayudado a dar forma a su carácter nacional.
La sociedad chechena ha sido tradicionalmente igualitaria y organizada en torno a muchos clanes locales autónomos, llamados teips.

## Etimología
Según la tradición popular, el término ruso «Chechenia» (Чеченцы) proviene del centro de Chechenia , que tenía varios pueblos y ciudades importantes que llevaban el nombre de la palabra checheno. Estos lugares incluyen Chechan, Nana-Checha (Madre Checha) y Yokkh Chechen (Gran Chechenia).  El nombre checheno aparece en fuentes rusas a finales del siglo XVI como "Chachana", que se menciona como una tierra propiedad del príncipe checheno Shikh Murza.  La etimología es de origen naj y tiene su origen en la palabra Che (adentro) unida al sufijo -cha/chan, que en su conjunto se puede traducir como "territorio interior". Los pueblos y ciudades llamados Chechan siempre estuvieron situados en Chechan-Are (planicies o llanuras chechenas) ubicadas en la actual Chechenia Central.

## Geografía y demografía

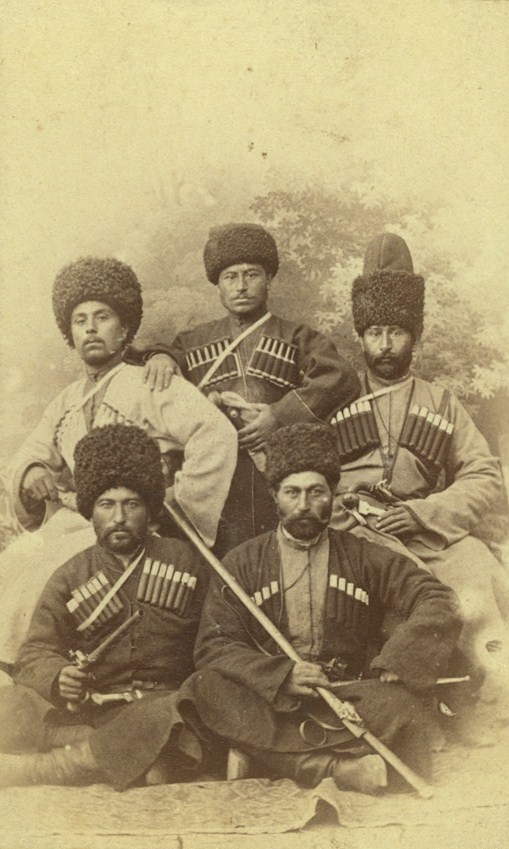
Chechenos étnicos

Fuera de Rusia, los países con comunidades significativas de chechenos son Kazajistán, Turquía y los estados árabes (especialmente Jordania e Irak): los de Irak y Jordania son principalmente descendientes de familias que tuvieron que abandonar Chechenia durante la guerra del Cáucaso, que condujo a la anexión de Chechenia por el Imperio ruso alrededor de 1850, mientras que los de Kazajistán tienen su origen en la limpieza étnica de toda la población llevada a cabo por Iósif Stalin y Lavrenti Beria en 1944. Decenas de miles de refugiados chechenos se establecieron en la Unión Europea y en otros lugares como resultado de la reciente guerra chechena, especialmente en la ola de emigración a Occidente después de 2002. 

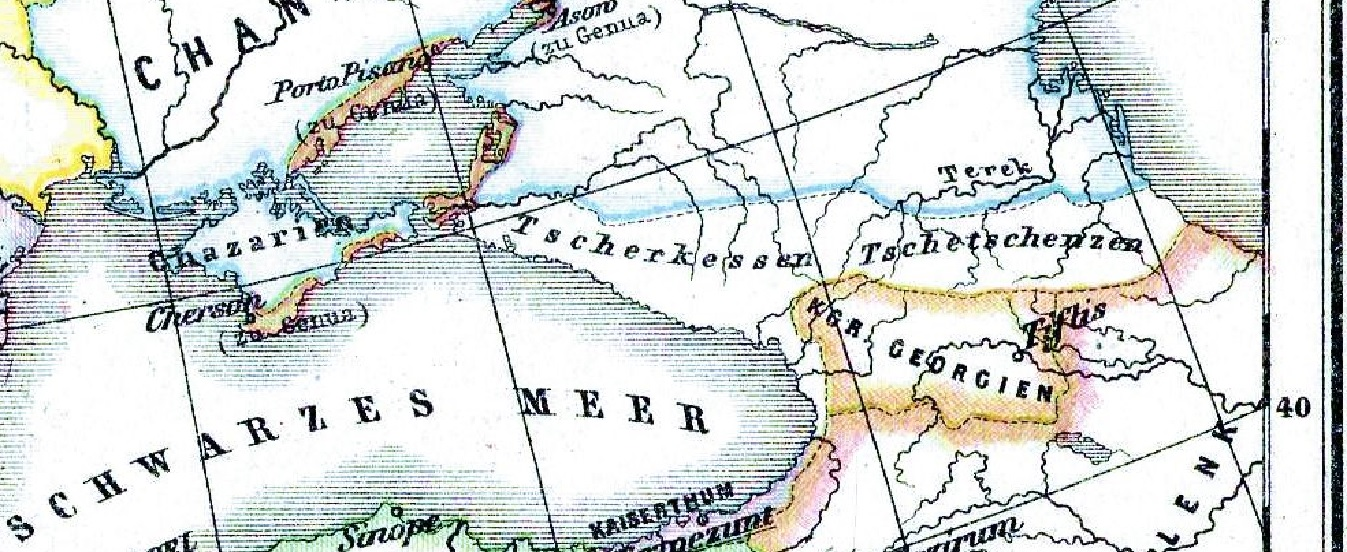
Chechenos (Tschetschenzen). Europa 1400. H.Kieperts Historischer Schulatlas, 1879